# Championnat d'Espagne de football de deuxième division 1948-1949
Navigation
Segunda División 1947-1948 Segunda División 1949-1950
Le championnat d'Espagne de football de deuxième division 1948-1949 est la 18e édition du championnat. Organisé par la Fédération espagnole de football, le championnat se déroule du 11 septembre 1948 au 17 avril 1949 et la phase de relégation se déroule du 15 mai 1949 au 19 juin 1949.
La compétition est remportée par la Real Sociedad, qui devance, le CD Málaga (es) et le Grenade CF à la différence de buts en confrontations directes puisque les trois équipes ont terminés avec le même nombre de points. Les deux premiers clubs sont promus en première division. Il s'agit du premier titre de la Real Sociedad en championnat.
L'attaquant espagnol Pedro Bazán, du CD Málaga (es), termine meilleur buteur du championnat avec 26 réalisations.

## Règlement de la compétition
La compétition se déroule selon un système de ligue, où les quatorze équipes s'affrontent à deux reprises, une fois à domicile et une fois à l'extérieur, soit un total de vingt-six matches. L'ordre des matches est déterminé par un tirage au sort avant le début de la compétition.
Le classement final est établi sur le nombre des points obtenus lors de chaque rencontre, à raison de deux points par match gagné, un pour un match nul et aucun pour une défaite. Si, à la fin de la première phase, deux équipes ont le même nombre de points, les critères établis par le règlement pour départager les équipes sont les suivants :
1. Les confrontations directes entre les équipes à égalité.
2. Si l'égalité persiste, celle qui a le meilleur coefficient de buts.

En fin de saison, les deux premiers sont promus en première division, tandis que les deux derniers disputent une phase de relégation. Cette phase est composée de huit équipes, réparties en deux groupes de quatre. Les équipes qui terminent aux deux premières places accèdent à la deuxième division tandis que les autres accèdent à la troisième division. Par la suite, à la fin de la saison, toutes les équipes de cette phase accèdent à la deuxième division avec l'expansion de la Segunda División à 32 équipes.

## Équipes participantes
| \| Badalona Baracaldo Castellón Ferrol Gerona Gijón Grenade Hércules Levante Málaga Mestalla Murcie R. Sociedad Santander \| Localisation des clubs engagés dans le championnat. |
| Badalona Baracaldo Castellón Ferrol Gerona Gijón Grenade Hércules Levante Málaga Mestalla Murcie R. Sociedad Santander                                                           |

| Clubs                     | Ville                 | Stade                   |
| ------------------------- | --------------------- | ----------------------- |
| CF Badalona               | Badalone              | Avenida de Navarra (es) |
| CD Baracaldo Altos Hornos | Baracaldo             | Lasesarre               |
| CD Castellón              | Castellón de la Plana | El Sequiol (es)         |
| Club Ferrol               | Ferrol                | Inferniño               |
| Gerona CF                 | Gérone                | Vista Alegre (es)       |
| Real Gijón                | Gijón                 | El Molinón              |
| Grenade CF                | Grenade               | Los Cármenes            |
| Hércules CF               | Alicante              | Bardín (en)             |
| Levante UD                | Valence               | Vallejo (es)            |
| CD Málaga (es)            | Málaga                | La Rosaleda             |
| CD Mestalla               | Valence               | Mestalla                |
| Real Murcie               | Murcie                | La Condomina            |
| Real Sociedad             | Saint-Sébastien       | Atocha                  |
| Real Santander SD         | Santander             | El Sardinero            |

## Compétition

### Classement
| Rang | Équipe                    | Pts | J  | G  | N | P  | Bp | Bc | GA    |
| ---- | ------------------------- | --- | -- | -- | - | -- | -- | -- | ----- |
| 1    | Real Sociedad R           | 35  | 26 | 17 | 1 | 8  | 80 | 41 | 1,951 |
| 2    | CD Málaga (es)            | 35  | 26 | 15 | 5 | 6  | 73 | 33 | 2,212 |
| 3    | Grenade CF                | 35  | 26 | 16 | 3 | 7  | 50 | 37 | 1,351 |
| 4    | Hércules CF               | 32  | 26 | 14 | 4 | 8  | 64 | 53 | 1,208 |
| 5    | CD Baracaldo Altos Hornos | 29  | 26 | 13 | 3 | 10 | 48 | 37 | 1,297 |
| 6    | Real Gijón R              | 29  | 26 | 12 | 5 | 9  | 56 | 44 | 1,273 |
| 7    | Real Murcie               | 26  | 26 | 12 | 2 | 12 | 51 | 71 | 0,718 |
| 8    | CD Castellón              | 24  | 26 | 11 | 2 | 13 | 47 | 61 | 0,770 |
| 9    | Levante UD                | 22  | 26 | 9  | 4 | 13 | 48 | 53 | 0,906 |
| 10   | Gerona CF P               | 22  | 26 | 10 | 2 | 14 | 45 | 53 | 0,849 |
| 11   | Real Santander SD P       | 21  | 26 | 8  | 5 | 13 | 50 | 67 | 0,746 |
| 12   | CD Mestalla               | 20  | 26 | 9  | 2 | 15 | 43 | 50 | 0,860 |
| 13   | CF Badalona               | 19  | 26 | 8  | 3 | 15 | 40 | 63 | 0,635 |
| 14   | Club Ferrol               | 15  | 26 | 6  | 3 | 17 | 39 | 71 | 0,549 |

Promotion
- 1er et 2e : promotion en Primera División

Relégation
- 13e et 14e : qualification pour la phase de relégation

Abréviations
- R : Relégués de Primera División 1947-1948
- P : Promus de Tercera División 1947-1948

### Résultats
| Résultats (▼dom., ►ext.)                                   | BAD | BAR | CAS | FER | GER | GIJ | GRE | HER | LEV | MAL | MES | MUR | RSO | SAN |
| CF Badalona                                                |     | 1-2 | 4-1 | 2-1 | 0-3 | 1-1 | 2-0 | 3-4 | 3-2 | 2-2 | 2-1 | 3-0 | 2-1 | 1-1 |
| CD Baracaldo Altos Hornos                                  | 3-1 |     | 6-1 | 2-0 | 3-0 | 1-0 | 5-1 | 3-0 | 2-1 | 3-2 | 6-2 | 3-0 | 1-2 | 2-3 |
| CD Castellón                                               | 2-1 | 0-2 |     | 3-2 | 3-1 | 4-1 | 1-0 | 1-2 | 1-2 | 1-1 | 1-0 | 4-0 | 3-1 | 3-2 |
| Club Ferrol                                                | 4-0 | 1-0 | 2-4 |     | 1-0 | 3-3 | 1-1 | 0-1 | 0-1 | 1-5 | 3-0 | 2-3 | 3-4 | 2-2 |
| Gerona CF                                                  | 5-0 | 0-0 | 2-3 | 4-1 |     | 4-2 | 0-1 | 2-0 | 5-1 | 2-2 | 2-1 | 2-1 | 4-1 | 4-0 |
| Real Gijón                                                 | 5-3 | 0-0 | 5-2 | 6-1 | 2-0 |     | 2-0 | 3-2 | 2-1 | 2-1 | 3-2 | 7-0 | 0-0 | 3-0 |
| Grenade CF                                                 | 4-2 | 3-1 | 1-0 | 3-0 | 3-0 | 1-0 |     | 1-1 | 3-0 | 1-0 | 4-2 | 5-1 | 3-0 | 3-0 |
| Hércules CF                                                | 2-1 | 2-0 | 5-3 | 0-1 | 2-0 | 3-1 | 3-3 |     | 4-2 | 3-0 | 4-1 | 8-2 | 4-2 | 4-1 |
| Levante UD                                                 | 4-0 | 1-1 | 4-1 | 5-2 | 4-0 | 1-1 | 2-3 | 1-1 |     | 2-3 | 1-0 | 2-2 | 1-2 | 3-1 |
| CD Málaga (es)                                             | 6-1 | 3-0 | 1-0 | 6-2 | 4-2 | 3-0 | 5-0 | 1-0 | 5-0 |     | 1-1 | 8-0 | 3-1 | 7-1 |
| CD Mestalla                                                | 3-2 | 2-0 | 3-1 | 6-1 | 3-1 | 2-3 | 1-2 | 1-1 | 1-0 | 0-1 |     | 2-0 | 1-3 | 4-2 |
| Real Murcie                                                | 1-2 | 5-1 | 2-0 | 6-2 | 3-0 | 3-2 | 2-1 | 5-1 | 1-3 | 1-0 | 4-3 |     | 3-0 | 4-1 |
| Real Sociedad                                              | 4-1 | 4-1 | 7-0 | 3-1 | 5-1 | 3-0 | 5-1 | 9-2 | 4-3 | 5-1 | 2-0 | 7-0 |     | 5-0 |
| Real Santander SD                                          | 1-0 | 2-0 | 4-4 | 1-2 | 7-1 | 3-2 | 1-2 | 6-5 | 5-1 | 2-2 | 0-1 | 2-2 | 2-0 |     |
| - Victoire à domicile - Match nul - Victoire à l'extérieur |     |     |     |     |     |     |     |     |     |     |     |     |     |     |

## Phase de relégation
Les deux derniers du championnat sont chacun opposés à trois troisième de troisième division, dans le but de se maintenir. Pour y parvenir, elles devront terminer aux deux premières places. Mais, par la suite, avec l'expansion de la Segunda División à 32 équipes, toutes les équipes se maintiennent (ou sont promues pour les équipes de troisième division) en deuxième division.

### Groupe 1

#### Classement
| Rang | Équipe             | Pts | J | G | N | P | Bp | Bc | GA    |
| ---- | ------------------ | --- | - | - | - | - | -- | -- | ----- |
| 1    | CD Numancia D3     | 8   | 6 | 4 | 0 | 2 | 14 | 17 | 0,824 |
| 2    | Club Ferrol        | 7   | 6 | 3 | 1 | 2 | 15 | 10 | 1,500 |
| 3    | SG Lucense (es) D3 | 7   | 6 | 3 | 1 | 2 | 11 | 9  | 1,222 |
| 4    | SD Erandio Club D3 | 2   | 6 | 1 | 0 | 5 | 10 | 14 | 0,714 |

Promotion
- D3 : promotion en Segunda División

Abréviations
- D3 : Équipes de Tercera División

#### Résultats
| Résultats (▼dom., ►ext.)                                   | ERA | FER | LUC | NUM |
| SD Erandio Club                                            |     | 4-0 | 0-2 | 2-3 |
| Club Ferrol                                                | 3-2 |     | 3-0 | 7-1 |
| SG Lucense (es)                                            | 2-1 | 1-1 |     | 5-1 |
| CD Numancia                                                | 4-1 | 2-1 | 3-2 |     |
| - Victoire à domicile - Match nul - Victoire à l'extérieur |     |     |     |     |

### Groupe 2

#### Classement
| Rang | Équipe               | Pts | J | G | N | P | Bp | Bc | GA    |
| ---- | -------------------- | --- | - | - | - | - | -- | -- | ----- |
| 1    | RB Linense D3        | 7   | 6 | 3 | 1 | 2 | 13 | 11 | 1,182 |
| 2    | CD Majorque D3       | 6   | 6 | 3 | 0 | 3 | 17 | 10 | 1,700 |
| 3    | CF Badalona          | 6   | 6 | 3 | 0 | 3 | 19 | 13 | 1,462 |
| 4    | Cartagena CF (es) D3 | 5   | 6 | 2 | 1 | 3 | 11 | 26 | 0,423 |

Promotion
- D3 : promotion en Segunda División

Abréviations
- D3 : Équipes de Tercera División

#### Résultats
| Résultats (▼dom., ►ext.)                                   | BAD | CAR | LIN | MAJ |
| CF Badalona                                                |     | 5-1 | 4-0 | 5-2 |
| Cartagena CF (es)                                          | 4-3 |     | 2-2 | 3-2 |
| RB Linense                                                 | 3-2 | 6-1 |     | 2-0 |
| CD Majorque                                                | 3-0 | 8-0 | 2-0 |     |
| - Victoire à domicile - Match nul - Victoire à l'extérieur |     |     |     |     |

## Bilan de la saison
| Championnat d'Espagne de football de deuxième division 1948-1949 |                           |
| Champion                                                         | Real Sociedad (1er titre) |
| Dauphin                                                          | CD Málaga (es)            |
| Promotions et relégations                                        |                           |
| Promus en Primera División                                       | Real Sociedad             |
| Promus en Primera División                                       | CD Málaga (es)            |
| Relégués en Segunda División                                     | CD Alcoyano               |
| Relégués en Segunda División                                     | CD Sabadell               |
| Promus en Segunda División                                       | UD Orensana (es)          |
| Promus en Segunda División                                       | Arosa SC                  |
| Promus en Segunda División                                       | SG Lucense (es)           |
| Promus en Segunda División                                       | CA Osasuna                |
| Promus en Segunda División                                       | Gimnástica de Torrelavega |
| Promus en Segunda División                                       | SD Erandio Club           |
| Promus en Segunda División                                       | UD Lérida                 |
| Promus en Segunda División                                       | Saragosse CF              |
| Promus en Segunda División                                       | CD Majorque               |
| Promus en Segunda División                                       | AD Plus Ultra             |
| Promus en Segunda División                                       | UD Salamanque             |
| Promus en Segunda División                                       | CD Numancia               |
| Promus en Segunda División                                       | Albacete Balompié         |
| Promus en Segunda División                                       | Elche CF                  |
| Promus en Segunda División                                       | Cartagena CF (es)         |
| Promus en Segunda División                                       | Atlético de Tetuán        |
| Promus en Segunda División                                       | RCD Córdoba (es)          |
| Promus en Segunda División                                       | RB Linense                |
| Relégués en Tercera División                                     | aucun                     |